# Eleição presidencial do Brasil em Rondônia em 1994
O primeiro turno da eleição presidencial brasileira de 1994 foi realizado em 3 de outubro, como parte das eleições gerais naquele país. Neste pleito, os cidadãos brasileiros aptos a votar escolheram  Fernando Henrique Cardoso como Presidente da República. Fernando Henrique recebeu mais do que a metade dos votos válidos, não sendo necessário ser realizado um segundo turno.

Em Rondônia, o candidato tucano, Fernando Henrique Cardoso, recebeu 63,36% dos votos no primeiro turno, já o candidato petista, Luiz Inácio Lula da Silva , ficou com 21,94%, enquanto o candidato do PRONA, Enéas Carneiro, recebeu 6,3% dos votos naquele estado. Fernando Henrique foi o mais votado em todos os municípios de Rondônia, Cabixi, único município do estado que votou em Lula no primeiro turno de 1989, foi o único município que FHC saiu vencedor sem maioria dos votos.
1. ↑  «Resultado da UF»
2. ↑  «Resultado do município»